# Punch Broadbent

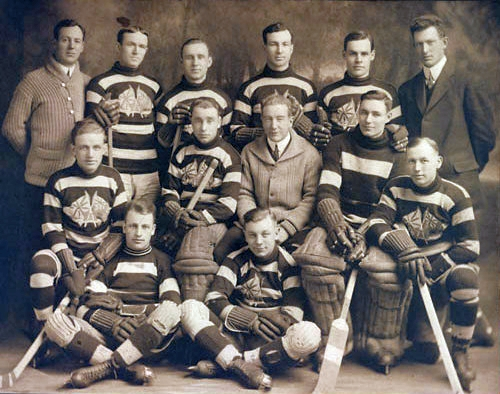
Punch Broadbent, i mitten i främre raden, med Ottawa Senators NHA-säsongen 1914–15.

Harold Lawton "Punch" Broadbent, född 13 juli 1892 i Ottawa, Ontario, död 5 mars 1971 i Ottawa, var en kanadensisk professionell ishockeyspelare. Punch Broadbent spelade som högerforward i NHL åren 1918–1929 med Ottawa Senators, Montreal Maroons och New York Americans. Dessförinnan spelade han i NHA med Ottawa Senators.
Punch Broadbent valdes in i Hockey Hall of Fame 1962.

## NHA
Punch Broadbent debuterade i NHA för Ottawa Senators säsongen 1912–13 och gjorde 20 mål och två assists på 18 matcher. Säsongen 1914–15 spelade han Stanley Cup-final med Senators mot Vancouver Millionaires från Pacific Coast Hockey Association, en finalserie som Senators förlorade med 3-0 i matcher.

## NHL
Åren 1915–1918 deltog Broadbent i Första världskriget men väl tillbaka i Kanada återupptog han sitt ishockeyspelande med Ottawa Senators som gått med i den nya ligan NHL. Med Senators skulle han vinna Stanley Cup 1920, 1921 och 1923. Säsongen 1921–22 vann Broadbent poängligan i NHL efter att ha gjort 32 mål och 14 assists för totalt 46 poäng på 24 matcher. Samma säsong gjorde han mål i 16 raka matcher vilket 2012 står sig som NHL-rekord.
Säsongen 1924–25 sålde Senators Broadbent till Montreal Maroons. Under sin andra säsong med Maroons, 1925–26, vann han Stanley Cup för fjärde gången efter att Maroons besegrat Victoria Cougars i finalen med 3-1 i matcher. 1927 bytte Maroons bort Broadbent till hans gamla lag Ottawa Senators som han spelade för säsongen 1927–28.
15 oktober 1928 bytte Senators bort Broadbent till New York Americans. Han spelade för Americans säsongen 1928–29 och gjorde 5 poäng på 44 matcher innan han lade skridskorna på hyllan.

## Statistik
| 1912–13    | Ottawa Senators    | NHA         | 20  | 20  | 0  | 20  | 15  | —  | —  | — | —  | —  |
| 1913–14    | Ottawa Senators    | NHA         | 17  | 6   | 7  | 13  | 61  | —  | —  | — | —  | —  |
| 1914–15    | Ottawa Senators    | NHA         | 20  | 24  | 3  | 27  | 115 | 2  | 0  | 0 | 0  | —  |
|            | Ottawa Senators    | Stanley Cup | —   | —   | —  | —   | —   | 3  | 3  | 0 | 3  | —  |
| 1918–19    | Ottawa Senators    | NHL         | 8   | 4   | 2  | 6   | 12  | 5  | 2  | 3 | 5  | 28 |
| 1919–20    | Ottawa Senators    | NHL         | 20  | 19  | 4  | 23  | 39  | 4  | 0  | 0 | 0  | 3  |
|            | Ottawa Senators    | Stanley Cup | —   | —   | —  | —   | —   | 4  | 0  | 0 | 0  | 3  |
| 1920–21    | Ottawa Senators    | NHL         | 9   | 4   | 1  | 5   | 6   | 2  | 0  | 2 | 2  | 4  |
|            | Ottawa Senators    | Stanley Cup | —   | —   | —  | —   | —   | 4  | 2  | 0 | 2  | 0  |
| 1921–22    | Ottawa Senators    | NHL         | 24  | 32  | 14 | 46  | 24  | 2  | 0  | 1 | 1  | 8  |
| 1922–23    | Ottawa Senators    | NHL         | 24  | 14  | 0  | 14  | 32  | 2  | 0  | 0 | 0  | 2  |
|            | Ottawa Senators    | Stanley Cup | —   | —   | —  | —   | —   | 6  | 6  | 1 | 7  | 12 |
| 1923–24    | Ottawa Senators    | NHL         | 22  | 9   | 4  | 13  | 44  | 2  | 0  | 0 | 0  | 2  |
| 1924–25    | Montreal Maroons   | NHL         | 30  | 15  | 4  | 19  | 75  | —  | —  | — | —  | —  |
| 1925–26    | Montreal Maroons   | NHL         | 36  | 12  | 5  | 17  | 112 | 4  | 2  | 1 | 3  | 14 |
|            | Montreal Maroons   | Stanley Cup | —   | —   | —  | —   | —   | 4  | 1  | 0 | 1  | 20 |
| 1926–27    | Montreal Maroons   | NHL         | 42  | 9   | 5  | 14  | 88  | 2  | 0  | 0 | 0  | 0  |
| 1927–28    | Ottawa Senators    | NHL         | 43  | 3   | 2  | 5   | 62  | 2  | 0  | 0 | 0  | 0  |
| 1928–29    | New York Americans | NHL         | 44  | 1   | 4  | 5   | 59  | 2  | 0  | 0 | 0  | 2  |
| NHL totalt | NHL totalt         | NHL totalt  | 302 | 122 | 45 | 167 | 553 | 45 | 13 | 8 | 21 | 98 |

## Meriter
- Stanley Cup – 1920, 1921, 1923 och 1926
- Vinnare av NHL:s poängliga – 1921–22
- Invald i Hockey Hall of Fame 1962